# Andrew Stuart
Pour les articles homonymes, voir Andrew Stuart (commissaire-résident).
Andrew Stuart, né le 25 novembre 1785 à Cataraqui et mort le 21 février 1840 à Québec, est un avocat et homme politique canadien.

## Biographie
Il est le fils de John Stuart, ministre anglican, et de Jane Okill de Philadelphie. Il est ainsi le frère de James Stuart. Il étudie au Union College dans l'État de New York avant de faire l'apprentissage du droit au Bas-Canada et d'être admis à son barreau en 1807. Il s'associe avec Henry Black en 1820. Dans sa carrière juridique, il aura pour client Pierre-Stanislas Bédard, la Banque de Québec, le Séminaire de Saint-Sulpice et les Irlandais de la ville de Québec.

### Carrière politique
Membre de la Chambre d'assemblée du Bas-Canada, il est successivement député de la basse-ville de Québec puis de la haute-ville de Québec. Président de l'Association constitutionnelle, il défend l'union entre le Bas et le Haut-Canada en 1838. Il est nommé solliciteur général du Bas-Canada la même année. Il conserve ce poste jusqu'à sa mort.

### Vie privée
Il est président de la Société littéraire et historique de Québec en 1832 et de 1837 à 1838. Il aurait épousé Marguerite Dumoulin vers 1811, puis Jane Smith en 1819. Il est l'oncle de George Okill Stuart et grand-père de Cedric Lemoine Cotton. Il est inhumé au cimetière Saint-Matthew.

## Œuvres
- 1831 : Rapport des commissaires nommé pour l’exploration du pays, borné par les rivières Saguenay, Saint-Maurice et Saint-Laurent